# Basdahl
Basdahl település Németországban, azon belül Alsó-Szászország tartományban. Lakosainak száma 1442 fő (2023. december 31.).

## Népesség
A település népességének változása:
| Lakosok száma | 1403 | 1383 | 1379 | 1371 | 1456 | 1442 |
|               | 2016 | 2017 | 2019 | 2021 | 2022 | 2023 |